# Scaphoidulina obliqua
Scaphoidulina obliqua är en insektsart som beskrevs av Henry Fairfield Osborn 1934. Scaphoidulina obliqua ingår i släktet Scaphoidulina och familjen dvärgstritar. Inga underarter finns listade i Catalogue of Life.